# Jesús Vázquez (football, 2003)
Pour les articles homonymes, voir Jesús Vázquez et Vázquez.
Jesús Vázquez Alcalde, né le 2 janvier 2003 à Mérida, est un footballeur espagnol. Il évolue au poste d'arrière latéral gauche au Valence CF.

## Biographie
Jesús Vázquez Alcalde nait le 2 janvier 2003 à Mérida, ville où son père Braulio Vázquez (en) évoluait comme au CP Mérida. En 2008, son père devient membre du secrétariat technique du Valencia Club de Fútbol, et à l'âge de cinq ans, il entre à l'académie de football du club. Au sein de l'équipe des jeunes, il impressionne tous ses entraîneurs. Il se positionne au poste d'arrière gauche, poste occupé précédemment au club par Jordi Alba ou Juan Bernat.
En septembre 2018, à l'âge de 15 ans, il fait ses débuts, sous la direction de Mista, dans l'UEFA Youth League et dispute quatre rencontres contre les équipes de jeunes de la Juventus Turin, de Manchester United et des Young Boys de Berne. La saison suivante, il dispute trois rencontres dans la même compétition et, est appelé pour la première fois avec Valencia Mestalla, l’équipe réserve du Valencia CF. Il fait ses débuts senior avec la réserve le 1er novembre 2020, dans une rencontre de Segunda División B contre le Hércules CF, les deux équipes se séparent sur un match nul sans buts.
Il intègre le groupe professionnel dès 2020 a à peine 17 ans, pour pallier le manque de remplaçants lors des séances d'entraînement. Avec la blessure de José Gayà, le titulaire du poste, il s'entraîne encore plus avec l'équipe première,6 et, à la suite du résultat positif au COVID-19 de Toni Lato, il fait ses débuts en équipe première, le 16 décembre, dans une rencontre du premier tour de la Copa del Rey au stade olympique de Terrassa contre le Terrassa FC. Il reste un titulaire indiscutable du Valencia Mestalla tout au long de la saison, jouant un total de 22 matchs et marquant un but lors de la 21e journée, le 21 mars 2021, contre le CD Alcoyano à stade El Collao, mais ne peut empêcher la relégation de l'équipe en Tercera División.
Le 31 mai 2021, il est confirmé qu'il prolonge son contrat avec le club jusqu'en 2025. Il fait ses débuts en championnat le 28 août, remplaçant tardivement Denis Cheryshev lors d'une victoire trois buts à zéro à domicile contre le Deportivo Alavés.